# ザ・フロック
ザ・フロック（The Flock）は、シカゴを拠点とするジャズ・ロック・バンドで、1969年（『ザ・フロック』）と1970年（『恐竜の棲む沼』）にコロムビア・レコードから2枚のアルバムをリリースした。ザ・フロックは、シカゴやブラッド・スウェット・アンド・ティアーズなど、当時の他のコロムビアのジャズ・ロック・グループほど商業的な成功を収めることはできなかったが、レコーディングにヴァイオリンをフィーチャーした音楽性が認められた。後にヴァイオリニストのジェリー・グッドマンは、マハヴィシュヌ・オーケストラのメンバーおよびソロ・アーティストとなった。

## 略歴
ザ・フロックは、1966年から1968年にかけて録音された「Destination Records」からの初期シングル3枚と、シカゴのローカル・レーベルであったUSAレコードからの1枚を持っていた。ヴァイオリニストのグッドマンはこのラインナップには入っていなかったが、バンドのローディーとして働いていた。4枚のシングル「Can't You See」「Are You The Kind」「Take Me Back」「What Would You Do If The Sun Died?」はすべてCDで聴くことができる。1969年のアルバム・レコーディング時のメンバーは、フレッド・グリックスタイン（ギター、リードボーカル）、ジェリー・グッドマン（ヴァイオリン）、ジェリー・スミス（ベース）、ロン・カープマン（ドラム）、リック・カノフ（サックス）、トム・T.S.ヘンリー・ウェブ（サックス）、フランク・ポーザ（トランペット）であった。 
有望とされたファースト・アルバムは、シカゴやブラッド・スウェット・アンド・ティアーズよりもフュージョン寄りの作風で、ウェブが参加したものの彼の演奏がレコーディングされることはなかったマイルス・デイヴィスのアルバム『ビッチェズ・ブリュー』の影響を受けていた。ファースト・アルバムは、クラシックおよびジャズのアーティストとの作品でよく知られているジョン・マクルーアによってプロデュースされ、ブルースのレジェンドであるジョン・メイオールによりウィスキー・ア・ゴーゴーの聴衆から書かれたライナーノーツ付きで、1969年7月9日に登場した。それから再びスタジオに戻り、ヒット曲「Big Bird」をフィーチャーした『恐竜の棲む沼』というタイトルのセカンド・アルバムをレコーディングした（トム・ウェブの代わりにジョン・ガーバーが加入している）。その後、彼らは『Flock Rock』という仮タイトルが付けられた3枚目のスタジオ・アルバムの制作を開始したが、当時の噂では、コロムビア・レコードのクライヴ・デイヴィスがザ・フロックに介入し、グッドマンをマハヴィシュヌ・オーケストラのプロジェクトへとリクルートさせたと言われていた（ギタリストでバンド・リーダーであるジョン・マクラフリンはジャズ・ヴァイオリニストのジャン＝リュック・ポンティを最初に選択したものの、アメリカ政府がポンティに就労ビザを拒否したためだとされていた）。グリックスタインがこの出来事を思い出して書いた、ザ・フロックのコンピレーションCD『Truth』のスリーブノーツによると、本当はもっと平凡なことだったのだという。「実際には、バンドのメンバーがさまざまな音楽の方向に進み始めていたんです。知っていますよね。あの古い曲を」。
ザ・フロックは1975年にアルバム『Inside Out』のために一時的に再結成し、そして2004年には、グッドマンの代わりにヴァイオリンでマイケル・ジドウスキーをフィーチャーし、オリジナル・メンバーであるフレッド・グリックスタイン、ジェリー・スミス、ロン・カープマンを含む1973年録音のライブ・アルバム『Live in Europe』というCDがリリースされた。
1976年後半、フレッド・グリックスタインとロン・カープマンは、ベーシストでチェリストのトム・ブレカ（元T.S.ヘンリー・ウェブ・グループ・フィーチャリング・フランク・ポーザ、コーキー・シーゲル with サム・レイ、アルバート・キング、ジョニー・ロス、及びThe Babysitters）を採用し、「FLOCK 3」と呼ばれるパワートリオを結成した。新しい編成は、いくつかの古いザ・フロックの作品を演奏したが、グリックスタインとカープマンによって共同で執筆された新しい作品をフィーチャーし、いくつかのアレンジはブレカによって提供された。ロック志向のフュージョン・トリオは、チープ・トリックやThe Cryan' Shamesのオープニング・アクトとしてローカルギグのいくつかで演奏した。彼らは時々、ザ・フロックのかつての仲間であるT.S.ヘンリー・ウェブ（サックス、ボーカル）や友人のデニス・タイガー（ブルースハープ、ボーカル）、ジェフ・ゲイツ（キーボード）とステージを共にした。バンドのライブ・パフォーマンスがテープに録音されたことはなく、スタジオでのレコーディングの試みも人事問題のため途中で中止された。
1971年のオランダのドキュメンタリー番組『Stamping Ground』で、ビッグバンド・バージョンのザ・フロック（『恐竜の棲む沼』バージョンのグループ）が「Big Bird (Fly)」を演奏している映像がある。グッドマンはそのビデオで、グループのメンバーの中でも目立つようにフィーチャーされている。

## ディスコグラフィ

### アルバム
- 『ザ・フロック』 - The Flock (1969年)
- 『恐竜の棲む沼』 - Dinosaur Swamps (1970年)
- Inside Out (1975年)
- Live in Europe (2004年) ※ライブ
- Flock Rock – The Best of The Flock (2008年) ※コンピレーション
- Heaven Bound: The Lost Album (2014年) ※1977年録音
- Truth - The Columbia Recordings 1969-1970 (2017年) ※コンピレーション